# ناگویا
ناگویا (به ژاپنی: 名古屋市، تلفظ: ناگویا-شی) (به انگلیسی: Nagoya) چهارمین شهر بزرگ ژاپن است.
این شهر در کرانه اقیانوس آرام در منطقه چوبو در مرکز جزیره هونشو واقع شده‌است. ناگویا مرکز استان آیچی و یکی از بزرگ‌ترین بندرگاه‌های ژاپن است. این شهر مرکز سومین ناحیه کلان‌شهری بزرگ ژاپن به نام ناحیه کلان‌شهری چوکیو نیز هست، این شهر همچنین میزبان بازی‌های آسیایی ۲۰۲۶ نیز می باشد .

## مترو
متروی ناگویا در سال ۱۹۵۷ تأسیس شده و هم‌اکنون دارای ۷ خط و ۸۷ ایستگاه می‌باشد.

## نگارخانه

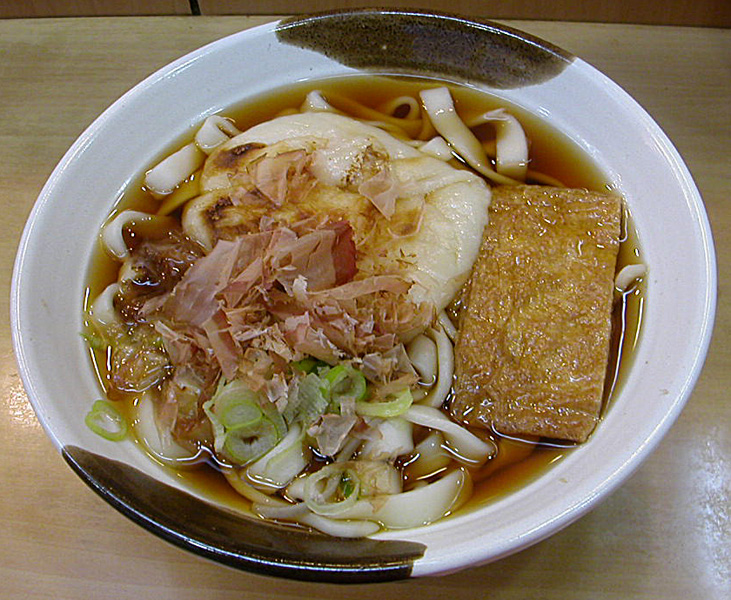
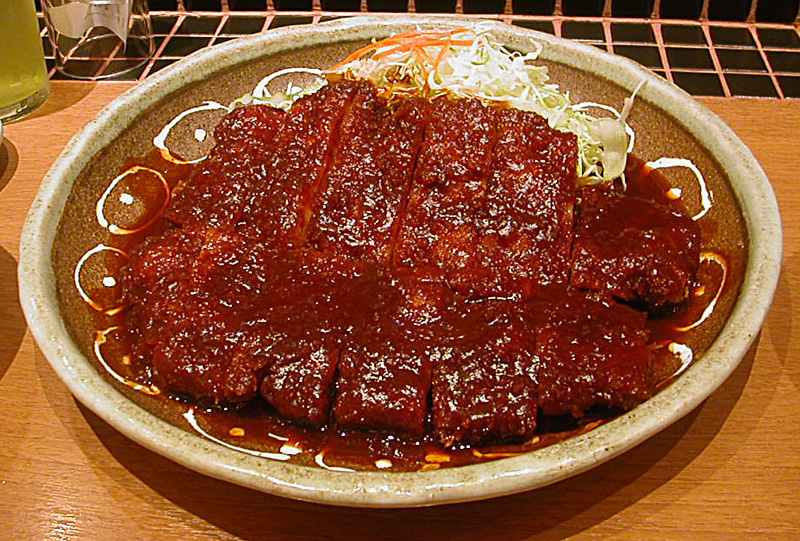
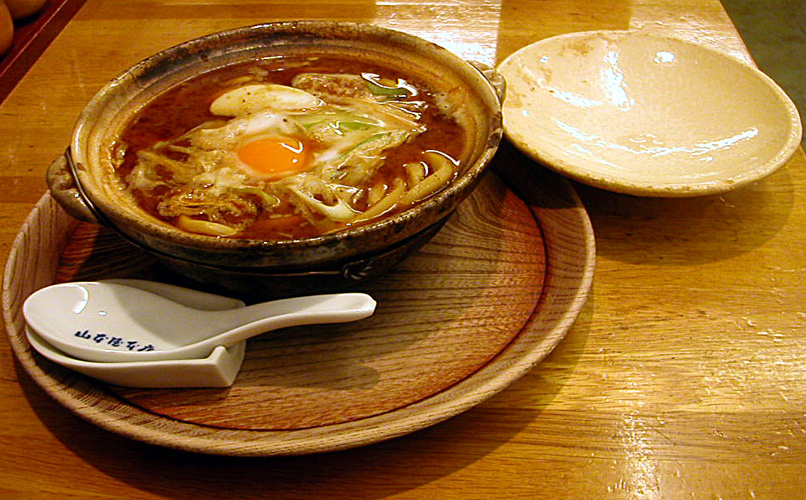
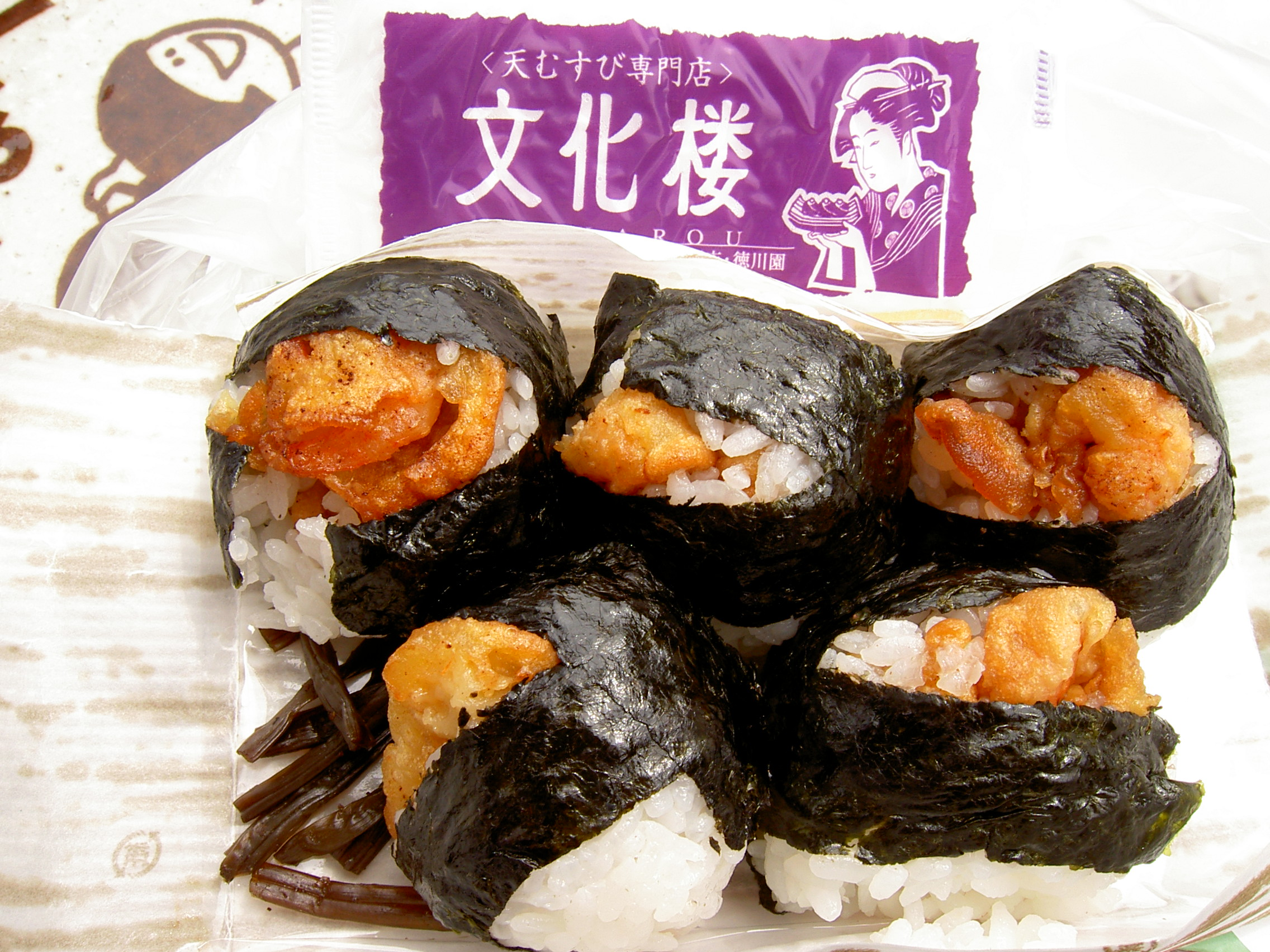
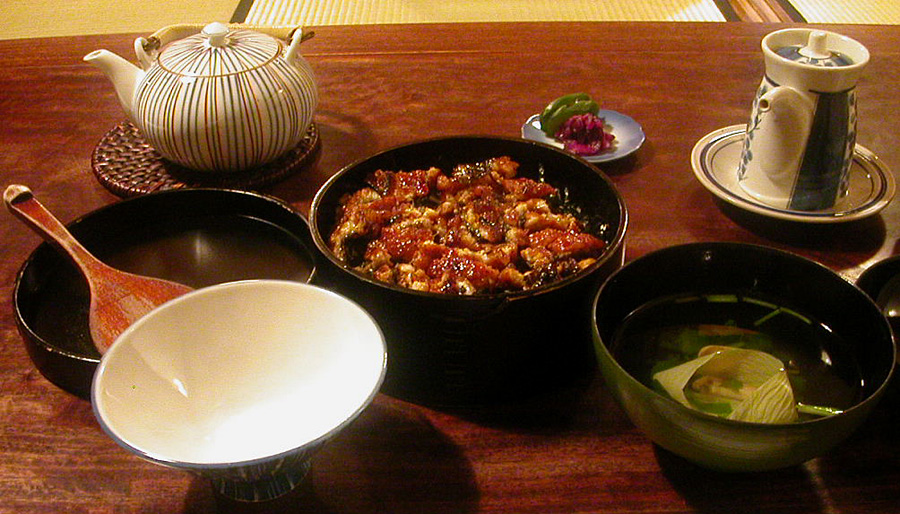
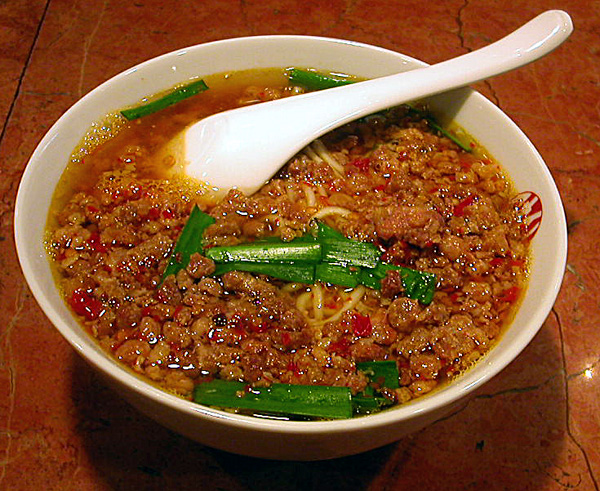